# Caetano O'Maihlan
Caetano O'Maihlan (São Paulo, 1 de julho de 1980) é um ator brasileiro. De ascendência materna irlandesa, faz parte da Companhia de Teatro Íntimo.

## Filmografia

### Televisão
| Ano  | Título                    | Personagem                     | Notas                                                             |
| ---- | ------------------------- | ------------------------------ | ----------------------------------------------------------------- |
| 2003 | Celebridade               | Bryan                          | Episódio: "18–22 de dezembro de 2003"                             |
| 2005 | Floribella                | Vinícius                       | Episódios: "11–12 de julho de 2005"                               |
| 2006 | Sítio do Picapau Amarelo  | Chico Maciel                   | Temporada 6                                                       |
| 2007 | Sete Pecados              | Otávio Bilson                  | Episódio: "19 de junho de 2007"                                   |
| 2007 | Eterna Magia              | Oscar                          |                                                                   |
| 2008 | Água na Boca              | Luca Bellini                   |                                                                   |
| 2009 | A Lei e o Crime           | James Voard / Clint Reagan     | Episódio: "18 de maio de 2009"                                    |
| 2009 | Acampamento de Férias     | Rodrigo                        | Temporada 1                                                       |
| 2009 | Viver a Vida              | Dr. Alexandre Moraes           |                                                                   |
| 2011 | Insensato Coração         | Rogério                        | Episódio: "8 de março de 2011"                                    |
| 2012 | Rei Davi                  | Baaná                          |                                                                   |
| 2013 | José do Egito             | Gibar                          |                                                                   |
| 2014 | Milagres de Jesus         | Doran                          | Episódio: "Os Dez Leprosos"                                       |
| 2014 | Lilyhammer                | Mário                          | Episódio: "Foreign Affairs" Episódio: "The Mind Is Like a Monkey" |
| 2015 | Além do Tempo             | Marcelo                        |                                                                   |
| 2016 | A Terra Prometida         | Setur                          |                                                                   |
| 2017 | Planeta B                 | Helmut Helga                   | Episódio: "Gol da Alemanha"                                       |
| 2018 | Conselho Tutelar          | Ricardinho                     | Episódio: "5 de janeiro de 2018"                                  |
| 2019 | A Vida Secreta dos Casais | Christian                      | 5 episódios                                                       |
| 2021 | Gênesis                   | Bachir                         | Fase 5: Abraão                                                    |
| 2022 | Reis                      | Quedés, Príncipe dos Filisteus | Fase: A Decepção                                                  |

### Cinema
| Ano  | Título          | Personagem | Notas          |
| ---- | --------------- | ---------- | -------------- |
| 2012 | Indícios - Dois | Guto       | Curta-metragem |
| 2017 | Copa 181        | Léo        | [ 12 ]         |